# NDR – HörFest 87
NDR – HörFest 87, Vol. 5: Rock-Pop este o compilație de muzică pop și rock editată în anul 1987 de către trustul media german NDR (Norddeutscher Rundfunk) și scoasă la casa de discuri Extra Records & Tapes. Pe această compilație au apărut piesele „Empire of Vampires” și „The Lark” (aici sub denumirea de „Die Lerche”, reînregistrată) ale formației Transsylvania Phoenix. Prima piesă a fost compusă de Nicolae Covaci, în timp ce a doua reprezintă o prelucrare folclorică a acestuia. Fiecare formație are în dreptul ei o descriere. Cea a grupului Transsylvania Phoenix se traduce astfel: „Rădăcinile muzicale ale grupului se trag din Balcani. Liderul Nicolae Covaci poate să privească înapoi la o carieră plină de succes, către blocul de est și țara natală România. În 1977 a venit în Osnabrück unde a format grupul Transsylvania Phoenix – o amestecătură fierbinte de folk și rock românesc.” 

## Piese
Fața A:
1. Ray – For Years
2. Double Q – Dancing in the Streets
3. Soulromance – Your Love Has Been So Good to Me
4. Soulromance – Bring Up a Change
5. Transsylvania Phoenix – Empire of Vampires
6. Transsylvania Phoenix – Die Lerche

Fața B:
1. The Wise Trash Blues Band – Slim Chance
2. The Wise Trash Blues Band – Someone Else
3. Kieller Conga Kollektiv – Mackie Messer
4. Die Angefahrenen Schulkinder – Hinterm Baum
5. Boxer – President of the Universe
6. Dirty Harry and the Test Tube Zoo – Dutch Copy